# Ліно Тайолі
Ліно Тайолі (ісп. Lino Taioli, нар. 6 лютого 1913 — пом. невідомо) — аргентинський та венесуельський футболіст, що грав на позиції півзахисника. По завершенні ігрової кар'єри — тренер.

## Ігрова кар'єра
Розпочав ігрову кар'єри в деяких аргентинських командах, після чого переїхав за кордон, граючи в Уругваї за «Насьйональ», Парагваї за «Атлетіко Корралес» і Венесуелі за «Дос Камінос», з яким став чемпіоном Венесуели 1945 року. Також граючи у Венесуелі разом з трьома іншими аргентинцями зіграв за національну збірну Венесуели на Турнірі чотирьох націй 1944 року у Віллемстаді, де провів 3 гри і забив 1 гол. Також Ліно виступав у клубах Мексики, Еквадору та Чилі.
У 1945 році він підписав контракт з італійською «Дженоа», коли футбол відновився в цій країні після Другої світової війни, але так за першу команду у чемпіонаті і не дебютував, після чого у сезоні 1946/47 був граючим тренером клубу другого італійського дивізіону «Мантова», провівши 26 ігор у Серії В.

## Кар'єра тренера
Влітку 1947 року Тайолі залишив Італію, щоб стати тренером збірної Колумбії, якою керував на чемпіонату Південної Америки 1947 року в Еквадорі. Втім команда під його керівництвом на турнірі не виграла жодного з 7 матчів і посіла останнє місце, після чого Тайолі покинув посаду.
У 1948 році він прибув до Іспанії, підписавши контракт з «Атлетіко» (Мадрид), яким керував у сезоні 1948/49 років, посівши четверте місце в Ла Лізі. Вважаючись надто методичним тренером, який залишав мало свободи своїм гравцям, по завершенні сезону Тайолі був звільнений.
1949 року прийняв пропозицію попрацювати у клубі другого іспанського дивізіону «Расінг» із Сантандера. З командою у сезоні 1949/50 виграв Сегунду і вийшов до Прімери, але у вищому іспанському дивізіоні керував вже іншим клубом, «Мурсією», яку очолював протягом частини сезону 1950/51.
Після цього Тайолі переїхав до Португалії, де в сезоні 1951/52 років був головним тренером команди «Боавішта», посівши 5 місце, а наступного сезону очолив «Порту», втім був звільнений ще до кінця розіграшу.
Останнім місцем тренерської роботи був клуб другого іспанського дивізіону «Райо Вальєкано», головним тренером команди якого Ліно Тайолі був у 1958—1959 роках.

## Досягнення
- Чемпіон Венесуели: 1945